# Giải bóng chuyền nam vô địch châu Á 1983
Giải bóng chuyền nam Vô địch châu Á 1983 là giải Vô địch châu Á lần thứ 3, được tổ chức từ 23 tháng 11 đến 1 tháng 12 năm 1983 ở Tokyo, Nhật Bản.

## Vòng loại

### Bảng A
|      |             | Điểm | Trận đấu | Trận đấu | Set | Set | Set   | Điểm | Điểm | Điểm  |
| Hạng | Đội         | Điểm | T        | B        | T   | B   | Tỷ lệ | T    | B    | Tỷ lệ |
| ---- | ----------- | ---- | -------- | -------- | --- | --- | ----- | ---- | ---- | ----- |
| 1    | Hàn Quốc    | 10   | 5        | 0        | 0   | 0   | MAX   | 0    | 0    | MAX   |
| 2    | Trung Quốc  | 9    | 4        | 1        | 0   | 0   | MAX   | 0    | 0    | MAX   |
| 3    | Kuwait      | 8    | 3        | 2        | 0   | 0   | MAX   | 0    | 0    | MAX   |
| 4    | New Zealand | 7    | 2        | 3        | 0   | 0   | MAX   | 0    | 0    | MAX   |
| 5    | Nepal       | 6    | 1        | 4        | 0   | 0   | MAX   | 0    | 0    | MAX   |
| 6    | Hồng Kông   | 5    | 0        | 5        | 0   | 0   | MAX   | 0    | 0    | MAX   |

### Bảng B
|      |                   | Điểm | Trận đấu | Trận đấu | Set | Set | Set   | Điểm | Điểm | Điểm  |
| Hạng | Đội               | Điểm | T        | B        | T   | B   | Tỷ lệ | T    | B    | Tỷ lệ |
| ---- | ----------------- | ---- | -------- | -------- | --- | --- | ----- | ---- | ---- | ----- |
| 1    | Nhật Bản          | 8    | 4        | 0        | 0   | 0   | MAX   | 0    | 0    | MAX   |
| 2    | Đài Bắc Trung Hoa | 7    | 3        | 1        | 0   | 0   | MAX   | 0    | 0    | MAX   |
| 3    | Ấn Độ             | 6    | 2        | 2        | 0   | 0   | MAX   | 0    | 0    | MAX   |
| 4    | Úc                | 5    | 1        | 3        | 0   | 0   | MAX   | 0    | 0    | MAX   |
| 5    | Indonesia         | 4    | 0        | 4        | 0   | 0   | MAX   | 0    | 0    | MAX   |

## Vòng cuối

### Vị trí thứ 9–11
|      |           | Điểm | Trận đấu | Trận đấu | Set | Set | Set   | Điểm | Điểm | Điểm  |
| Hạng | Đội       | Điểm | T        | B        | T   | B   | Tỷ lệ | T    | B    | Tỷ lệ |
| ---- | --------- | ---- | -------- | -------- | --- | --- | ----- | ---- | ---- | ----- |
| 9    | Indonesia | 4    | 2        | 0        | 0   | 0   | MAX   | 0    | 0    | MAX   |
| 10   | Hồng Kông | 3    | 1        | 1        | 0   | 0   | MAX   | 0    | 0    | MAX   |
| 11   | Nepal     | 2    | 0        | 2        | 0   | 0   | MAX   | 0    | 0    | MAX   |

### Vị trí thứ 5–8
|      |             | Điểm | Trận đấu | Trận đấu | Set | Set | Set   | Điểm | Điểm | Điểm  |
| Hạng | Đội         | Điểm | T        | B        | T   | B   | Tỷ lệ | T    | B    | Tỷ lệ |
| ---- | ----------- | ---- | -------- | -------- | --- | --- | ----- | ---- | ---- | ----- |
| 5    | Ấn Độ       | 6    | 3        | 0        | 0   | 0   | MAX   | 0    | 0    | MAX   |
| 6    | Úc          | 5    | 2        | 1        | 0   | 0   | MAX   | 0    | 0    | MAX   |
| 7    | Kuwait      | 4    | 1        | 2        | 0   | 0   | MAX   | 0    | 0    | MAX   |
| 8    | New Zealand | 3    | 0        | 3        | 0   | 0   | MAX   | 0    | 0    | MAX   |

### Vô địch
|      |                   | Điểm | Trận đấu | Trận đấu | Set | Set | Set   | Điểm | Điểm | Điểm  |
| Hạng | Đội               | Điểm | T        | B        | T   | B   | Tỷ lệ | T    | B    | Tỷ lệ |
| ---- | ----------------- | ---- | -------- | -------- | --- | --- | ----- | ---- | ---- | ----- |
| 1    | Nhật Bản          | 6    | 3        | 0        | 9   | 4   | 2.250 | 0    | 0    | MAX   |
| 2    | Trung Quốc        | 5    | 2        | 1        | 8   | 5   | 1.600 | 153  | 150  | 1.020 |
| 3    | Hàn Quốc          | 4    | 1        | 2        | 6   | 6   | 1.000 | 161  | 151  | 1.066 |
| 4    | Đài Bắc Trung Hoa | 3    | 0        | 3        | 1   | 9   | 0.111 | 0    | 0    | MAX   |

| Ngày        |            | Điểm |                   | Set 1 | Set 2 | Set 3 | Set 4 | Set 5 | Tổng  |
| ----------- | ---------- | ---- | ----------------- | ----- | ----- | ----- | ----- | ----- | ----- |
| 29 tháng 11 | Trung Quốc | 3–1  | Đài Bắc Trung Hoa | 7–15  | 15–6  | 15–4  | 15–4  |       | 52–29 |
| 29 tháng 11 | Nhật Bản   | 3–2  | Hàn Quốc          | 12–15 | 15–9  | 15–13 | 8–15  | 15–11 | 65–63 |
| 30 tháng 11 | Trung Quốc | 3–1  | Hàn Quốc          | 15–10 | 15–17 | 9–15  | 15–11 |       | 54–53 |
| 30 tháng 11 | Nhật Bản   | 3–?  | Đài Bắc Trung Hoa |       |       |       |       |       |       |
| 01 tháng 12 | Hàn Quốc   | 3–0  | Đài Bắc Trung Hoa | 15–12 | 15–12 | 15–10 |       |       | 45–32 |
| 01 tháng 12 | Trung Quốc | 2–3  | Nhật Bản          | 15–12 | 15–11 | 7–15  | 3–15  | 7–15  | 47–68 |

## Bảng xếp hạng
| Hạng | Đội               |
| ---- | ----------------- |
| 1    | Nhật Bản          |
| 2    | Trung Quốc        |
| 3    | Hàn Quốc          |
| 4    | Đài Bắc Trung Hoa |
| 5    | Ấn Độ             |
| 6    | Úc                |
| 7    | Kuwait            |
| 8    | New Zealand       |
| 9    | Indonesia         |
| 10   | Hồng Kông         |
| 11   | Nepal             |

|  | Đủ điều kiện cho Thế vận hội Mùa hè 1984 |

| Vô địch nam châu Á 1983 |
| ----------------------- |
| · Nhật Bản · Lần 2      |